# Закліпані пісні
Закліпані пісні або бачили очі що купували — компіляційний альбом українського рок-гурту «Тартак». До альбому увійшли пісні, випущені раніше, на кожну з яких було зняте відео. Зокрема:
- шість пісень («Хулігани», «Наше літо», «Я не хочу», «Стільникове кохання», «Весело», «Наше літо») було випущено в альбомі «Музичний лист щастя»;
- чотири пісні («О-ля-ля», «Буча-чака», «Божевільні танці» та «100%-ий плагіат») вперше з'явилися в альбомі «Демо графічний вибух»;
- три («Ні, я не ту кохав…», «Mikpoff/onha перевірка» та «Понад хмарами») — з альбому «Система нервів»;
- дві («Чорноморець» та «Ой учора у куми») — в альбомі «Гуляйгород»

## Зміст
1. О-ля-ля
2. Кожне тіло
3. 100%-ий плагіат
4. Буча-чака
5. Божевільні танці
6. Mikpoff/onha перевірка
7. Понад хмарами
8. Ні, я не ту кохав...
9. Хулігани
10. Наше літо
11. Весело
12. Стільникове кохання
13. Я не хочу
14. Чорноморець
15. Ой учора у куми